# Schweizer Himalaya-Expedition 1956

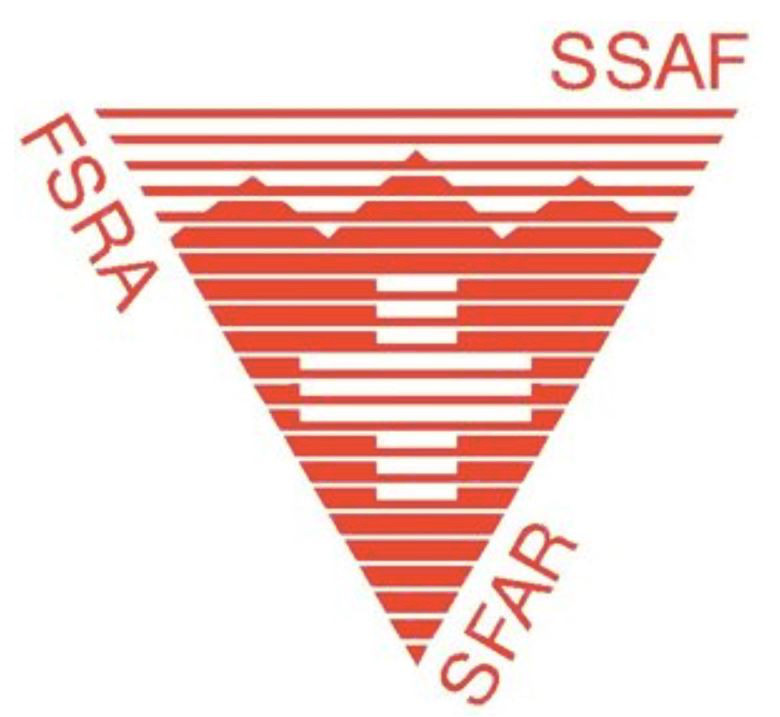
Schweizerische Stiftung für Alpine Forschung

Die Schweizer Himalaya-Expedition 1956 hatte die Erstbesteigung des Lhotse und die zweite Besteigung des Mount Everest zum Ziel. Fritz Luchsinger und Ernst Reiss gelang die Erstbesteigung des Lhotse, Jürg Marmet und Ernst Schmied die Zweit- und Hansruedi von Gunten und Dölf Reist die Drittbesteigung des Everest.

## Vorbereitung

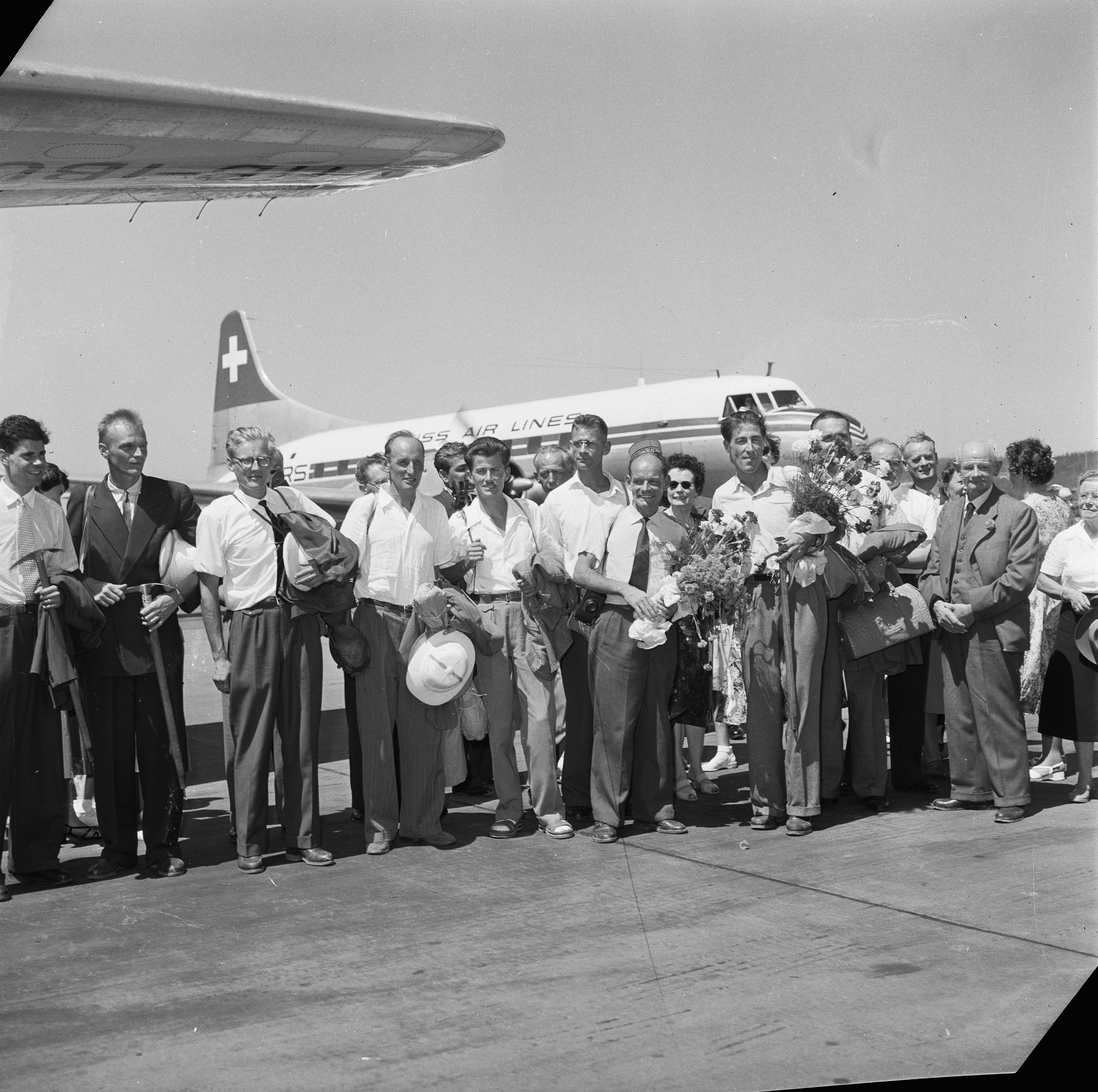
Teilnehmer der Expedition am 8. Juli 1956 bei der Rückkehr am Flughafen Zürich.
Erste Reihe, von links: von Gunten, Schmied, Marmet, Diehl, Leuthold (Arzt), Luchsinger, Reist (mit Blumenstrauß), Reiss (mit Blumenstrauß). Zwischen Leuthold und Luchsinger in der zweiten Reihe: Eggler.

Die Schweizerische Stiftung für Alpine Forschung (SSAF) plante nach der erfolgreichen Schweizer Himalaya-Expedition im Frühjahr 1952 eine weitere bergsteigerische Expedition mit einer Equipe erstklassiger Kletterer verbunden mit glaziologischen und meteorologische Beobachtungen im Khumbu-Gletschergebiet. Die mit nationalen Spenden finanzierte Expedition erhielt die offizielle Bezeichnung Schweizerische Mount Everest-Expedition 1956.
Als Expeditionschef wählte die SSAF Albert Eggler. Er war Hauptmann der Gebirgstruppen und Veteran des Akademischen Alpenclubs Bern (AACB). Das Kernteam mit Eggler, Marmet und Reiss kannte sich bereits. Letzterer war mit der Schweizer Herbstexpedition 1952 auf dem Everest-Südsattel gewesen. Die übrigen Kandidaten suchte die SSAF unter den zwanzig besten Deutschschweizer Alpinisten.
Marmet wählte den leichten, französischen Sauerstoffapparat Makahn aus (6,6 statt 14,2 Kilogramm von 1952).

## Teilnehmer
Albert Eggler (Expeditionsleiter), Wolfgang Diehl (Stellvertreter Expeditionsleiter), Hans Grimm, Hansruedi von Gunten (Verpflegung), Edi Leuthold (Expeditionsarzt), Fritz Luchsinger (Ausrüstung), Jürg Marmet (Sauerstoffgeräte), Fritz Müller (Glaziologie), Arthur Dürst (Geographie, Bild- und Tonmaterial),  Ernst Reiss (Bergsteigerchef), Dölf Reist, Ernst Schmied (Verpflegung). 22 Sherpas unter der Leitung (Sirdar) von Pasang Dawa Lama und Dawag Tenzing.

## Expeditionsverlauf

### Einrichtung der Lager
Am 7. April wurde das Basislager auf 5370 m  erreicht. Danach wurden sechs Lager eingerichtet:
- Nach Überwindung des Khumbu-Eisfalls   wurde das Lager I in der Gletschermulde auf 5800 m  eingerichtet.
- Auf dem Weg zum Lager II (6110 m)  am Eingang zum Tal des Schweigens (Westbecken) wurde die grosse Querspalte mit Aluminiumleitern überwunden.
- Das Lager III (6400 m)  wurde zur vorgeschobenen Basis.
- Das Lager IV (6800 m)  konnte am 1. Mai auf der untersten Terrasse des Lhotse-Hanges errichtet werden.
- Das Lager V (7400 m)  wurde am 6. Mai auf einer Terrasse unterhalb des «Gelben Bandes» errichtet.
- Am «Gelben Band» wurde ein Quergang mit Seilgeländer als Zugang zur unteren Station eines Seilwindenaufzuges in der Lhotse-Flanke angelegt. Die obere Station lag beim Lager VIa  unter der «Genfer Schulter».

Wegen Schneefalls und Windverwehungen musste der Weg bis auf die «Genfer Schulter» (8020 m) immer wieder neu gespurt werden.
Am 17. Mai war das Lager VIa von Reiss und Luchsinger, Lager V von Reist und Gunten, Lager IV von Eggler und Schmied und Lager III von den übrigen Teilnehmern besetzt.

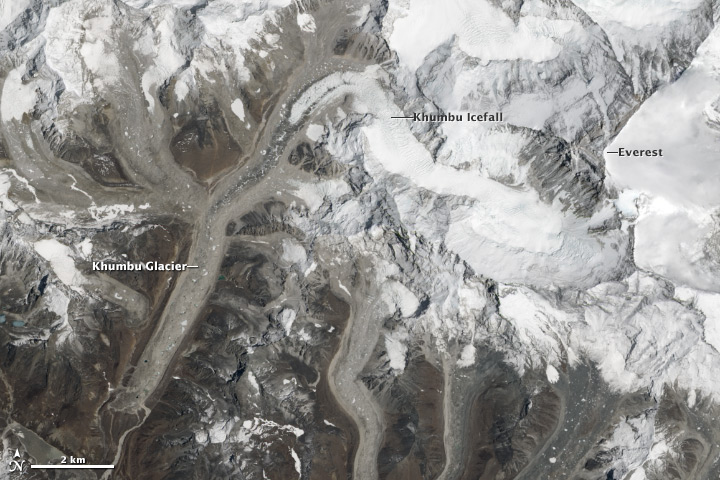
Aufstiegsroute
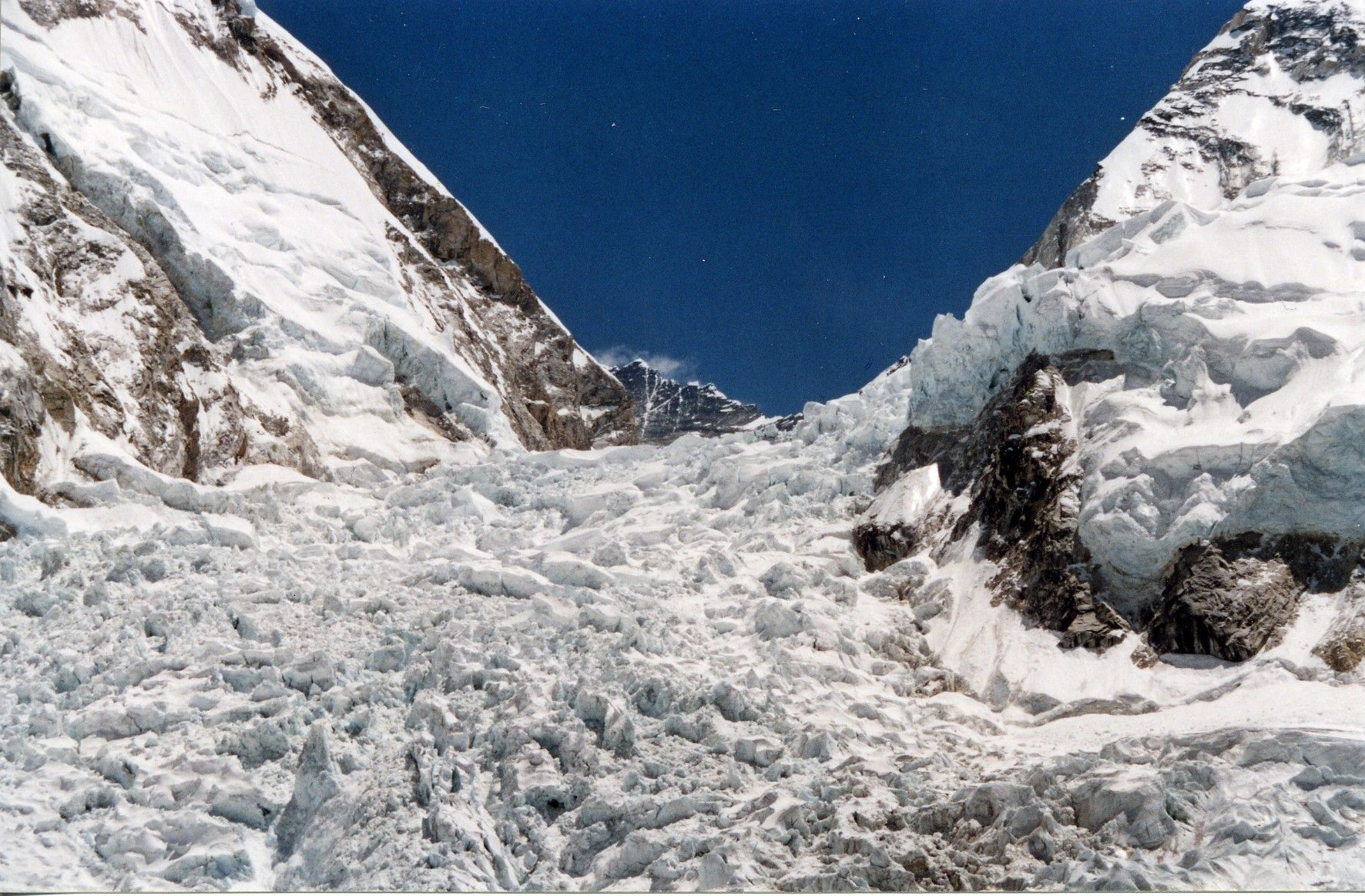
Khumbu Eisabbruch
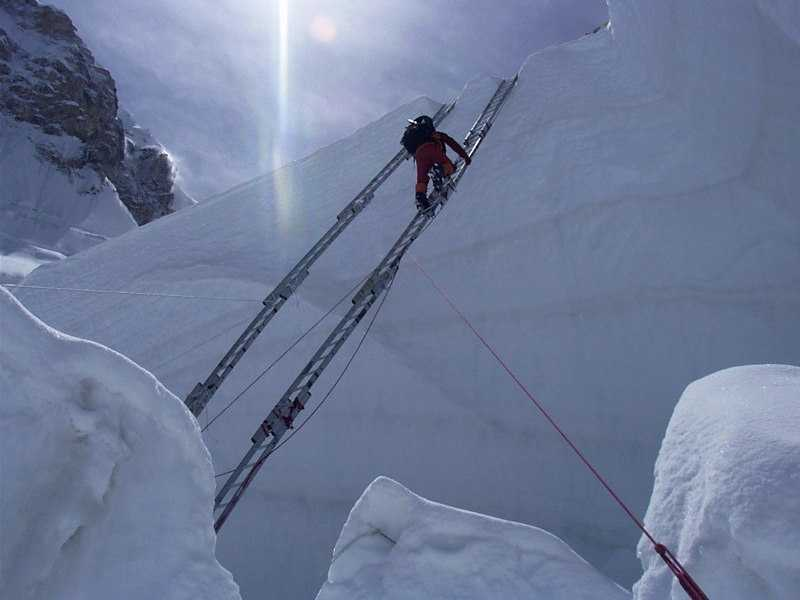
Aluminiumleiter über Gletscherspalt (2005)
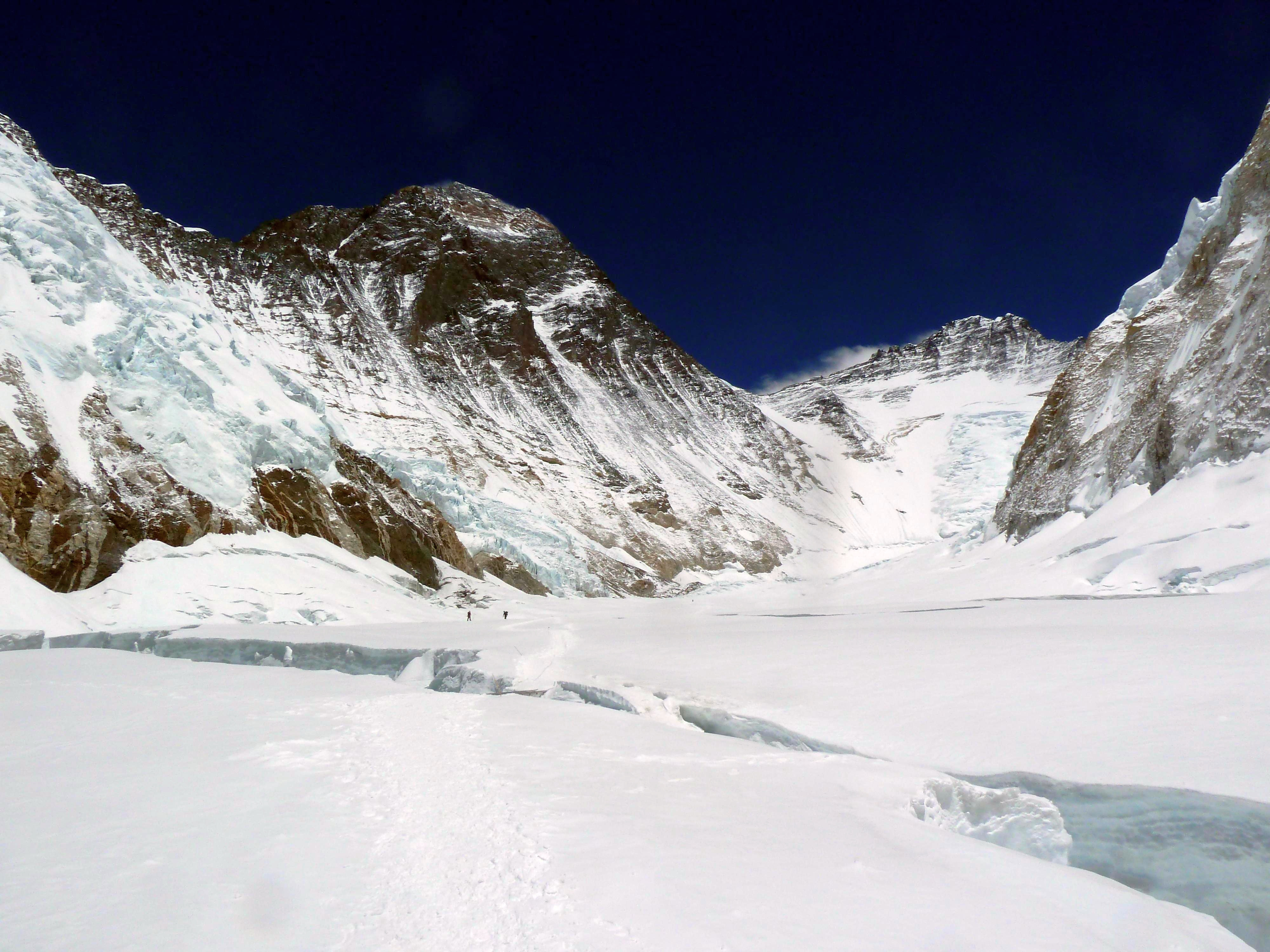
Tal des Schweigens
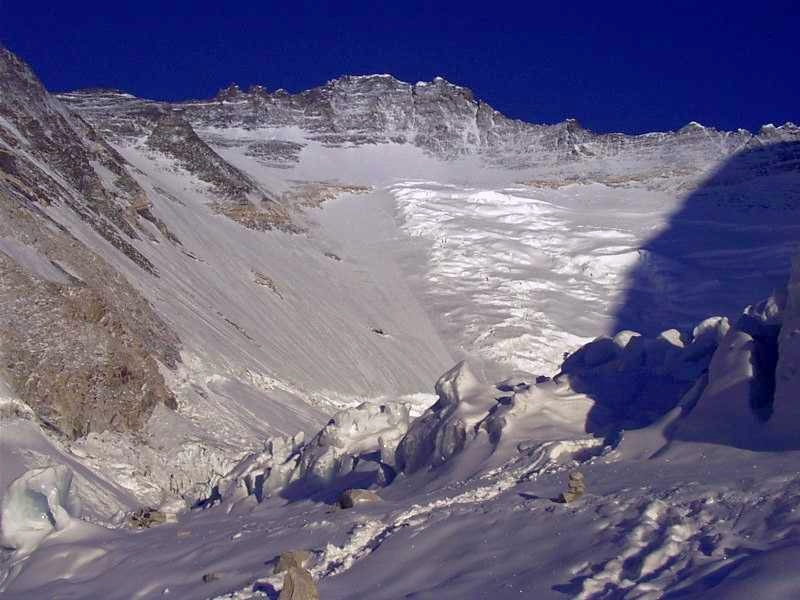
Tal des Schweigens mit Genfer Sporn/Schulter

### Lhotse Erstbesteigung
Am 18. Mai gelang Reiss und Luchsinger innert sechs Stunden Aufstieg über das Lhotse-Couloir die Erstbesteigung des Lhotse, als erste Schweizer auf einem Achttausender-Gipfel. 

### Mount Everest Zweit- und Drittbesteigung

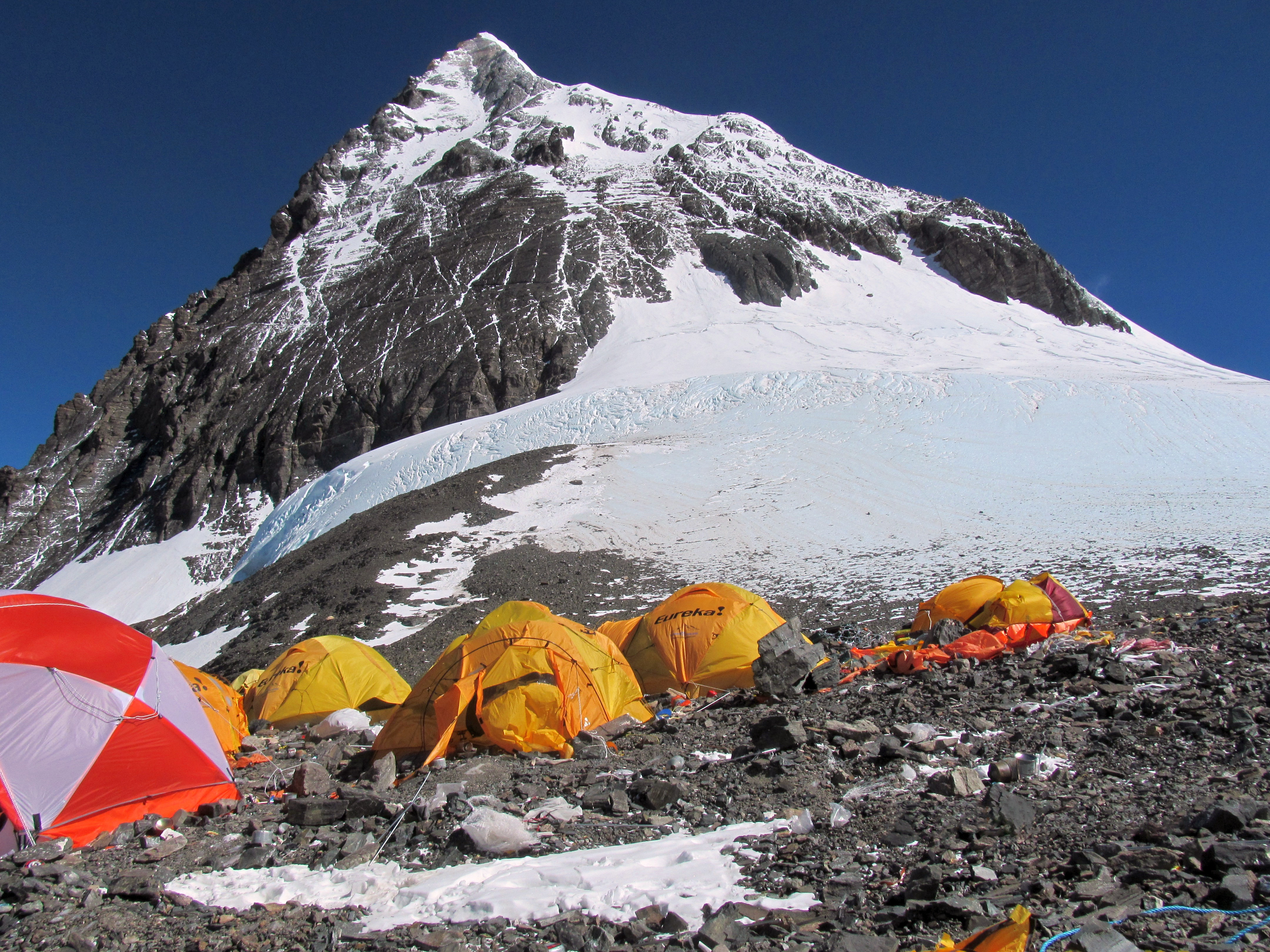
Südsattel (2013). Er war von der Schweizer Expedition im Frühjahr 1952 erstmals erreicht worden.

Am 21. Mai wurde das Lager VIa über die «Genfer Schulter» auf den Südsattel (7986 m) verlegt.  Das neue Lager VIb befand sich hundert Meter westlich vom Lagerplatz der britischen Expedition von 1953.
Am 22. Mai stiegen Schmied, Marmet und vier Sherpas mit Sauerstoffgeräten auf den Everest-Südgrat, wo sie auf 8400 m Lager VII  mit einem Zweierzelt errichteten und bezogen, während die Sherpas zum Lager VIb zurückkehrten.
Am 23. Mai erreichten Schmied und Marmet nach 5 ½ Stunden Aufstieg als Zweitbesteiger nach Hillary und Tenzing den Everest-Gipfel. 
Am 24. Mai stiegen Reist und von Gunten auf der guten Spur ihrer Vorgänger in 4 ¼ Stunden vom Lager VII als Drittbesteiger auf den Everest-Gipfel.
Da der Monsun im Anzug war, verzichtete Expeditionsleiter Eggler darauf, eine weitere Seilschaft zum Everest zu schicken. Am 29. Mai traf die ganze Equipe wohlbehalten im Basislager ein.